# Transandinomys bolivaris
Transandinomys bolivaris és una espècie de mamífer rosegador de la família dels cricètids. Viu a altituds de fins a 1.500 msnm a Colòmbia, Costa Rica, l'Equador, Hondures, Nicaragua i Panamà. Els seus hàbitats naturals són els boscos perennifolis de plana i les selves nebuloses montanes. Es creu que no hi ha cap amenaça significativa per a la supervivència d'aquesta espècie, però les poblacions de l'oest de Colòmbia i l'Equador estan afectades per la desforestació.